# Agnone (Molise)
Agnone ist eine italienische Gemeinde (comune) mit 4602 Einwohnern (Stand 31. Dezember 2023) in der Provinz Isernia in der Region Molise. Die Gemeinde liegt etwa 26 Kilometer nordöstlich von der Provinzhauptstadt Isernia und etwa 37 Kilometer nordwestlich von Campobasso. Die Gemeinde liegt an den Flüssen Verrino und Sangro. Sie grenzt unmittelbar an die Provinz Chieti in der Region Abruzzen.

## Geschichte
Das Gemeindegebiet war in der Antike Siedlungsgebiet der Samniten. Etwa 8 Kilometer nördlich von Agnone lag eine wichtige Stadt der Pentrer, dem vermutlich bedeutsamsten Stamm der Samniten. Die frühere antike Stadt Aquilonia, die an der Stelle des heutigen Agnone lag, wurde durch Rom unter Lucius Papirius Cursor um 293 vor Christus zerstört. Noch aus dem 3. Jahrhundert vor Christus datiert die Tafel von Agnone.

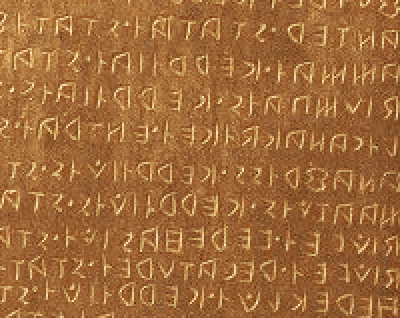
Die Tafel von Agnone

Diese Bronzetafel ist in oskischer Sprache abgefasst. Der Inhalt bezieht sich auf Geschenke und Opfer an bestimmte Götter.
Während der Zeit der Langobarden genoss Agnone eine gewisse Bedeutung um 1000 nach Christus. Die Blütezeit dauerte bis in die Zeit der Bourbonen; die Bedeutung büßte mit der Einigung Italiens erheblich ein. Insbesondere die hohe Steuerlast führte zu einer Abwanderung aus der Region. Noch 1871 hatte die Gemeinde mehr als 11.000 Einwohner.
Nach dem Kriegseintritt Italiens im Juni 1940 errichtete das faschistische Regime in Agnone ein Internierungslager (campo di concentramento). Es befand sich in einem ehemaligen Benediktinerkloster. In sechzehn Schlafräumen schliefen 57 (1941) bis 155 (1943) Internierte, vorwiegend Briten und Tschechoslowaken sowie ausländische Juden aus Deutschland und Österreich. Später nahm Agnone ausschließlich Fahrende (zingari) aus Jugoslawien auf, die der Verfolgung durch die kroatischen Ustascha entkommen waren. Am 8. September 1943 durften die Insassen das Lager verlassen; manche schlossen sich darauf den Partisanen an.

## Wirtschaft und Verkehr

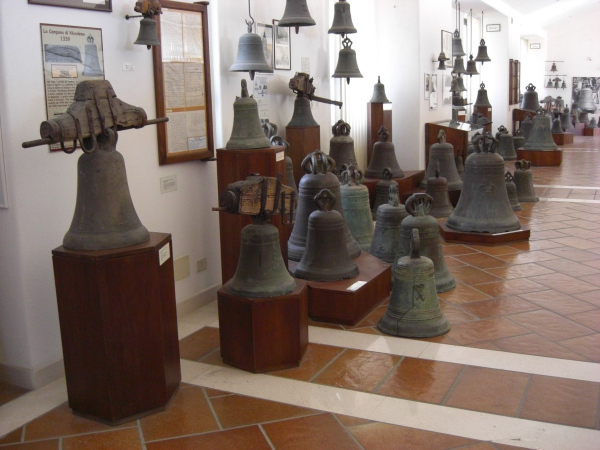
Glocken der Gießerei Marinelli

Bekannt ist die Gemeinde auch durch die Glockengießerei Marinelli (Pontificia Fonderia Marinelli), deren Ursprünge auf das Jahr 1040 zurückgehen. Die Familie Marinelli gießt Glocken nachweislich seit 1339.
Durch die Gemeinde führt die frühere Strada Statale 86 Istonia.